# 小行星9262
小行星9262（9262 Bordovitsyna）是一颗绕太阳运转的小行星，为主小行星带小行星。该小行星于1973年9月6日发现。

## 轨道参数
小行星9262的轨道半长轴为2.5840796 UA，离心率为0.140。